# Halézie karolínská

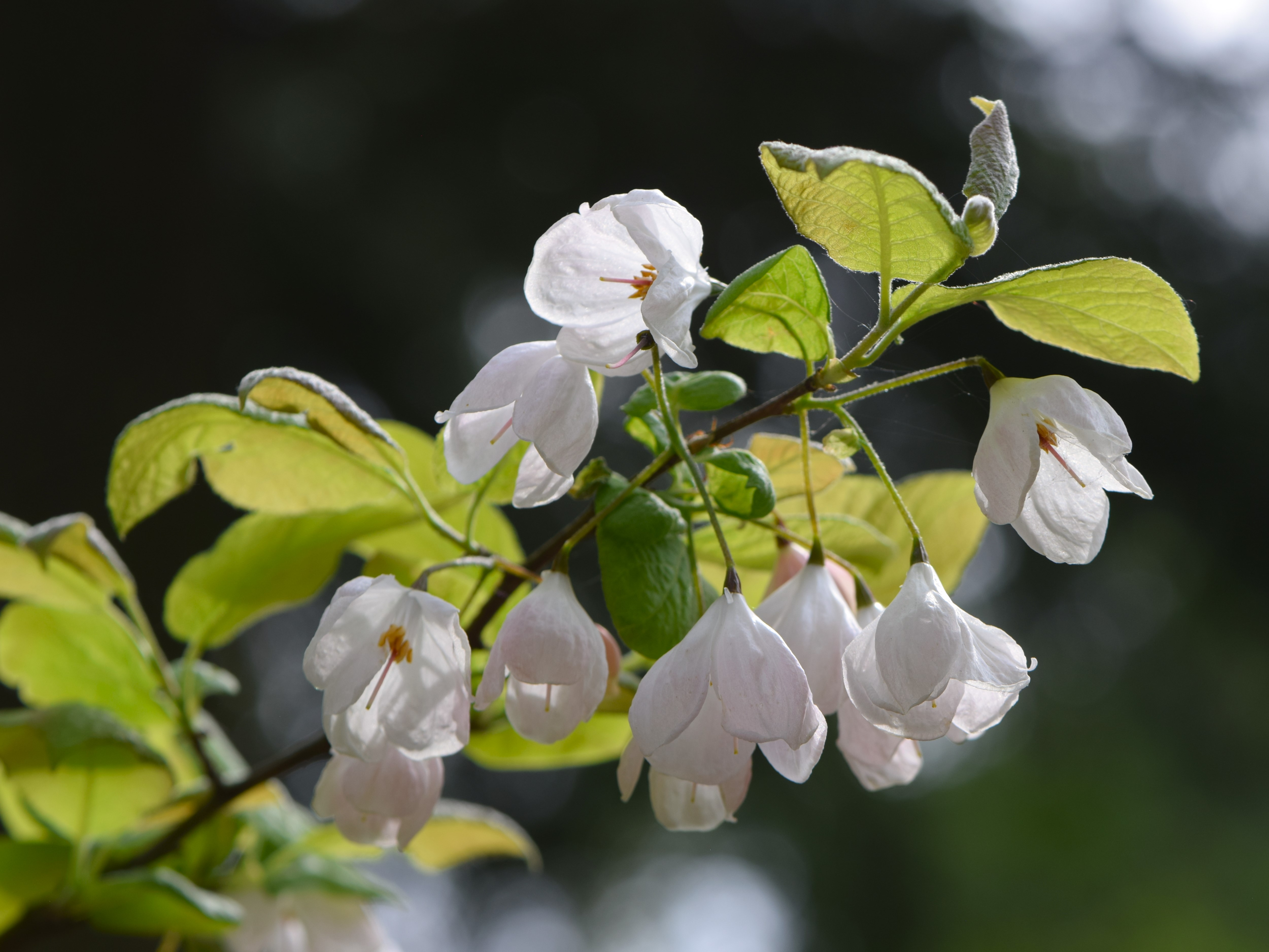
Květy a listy

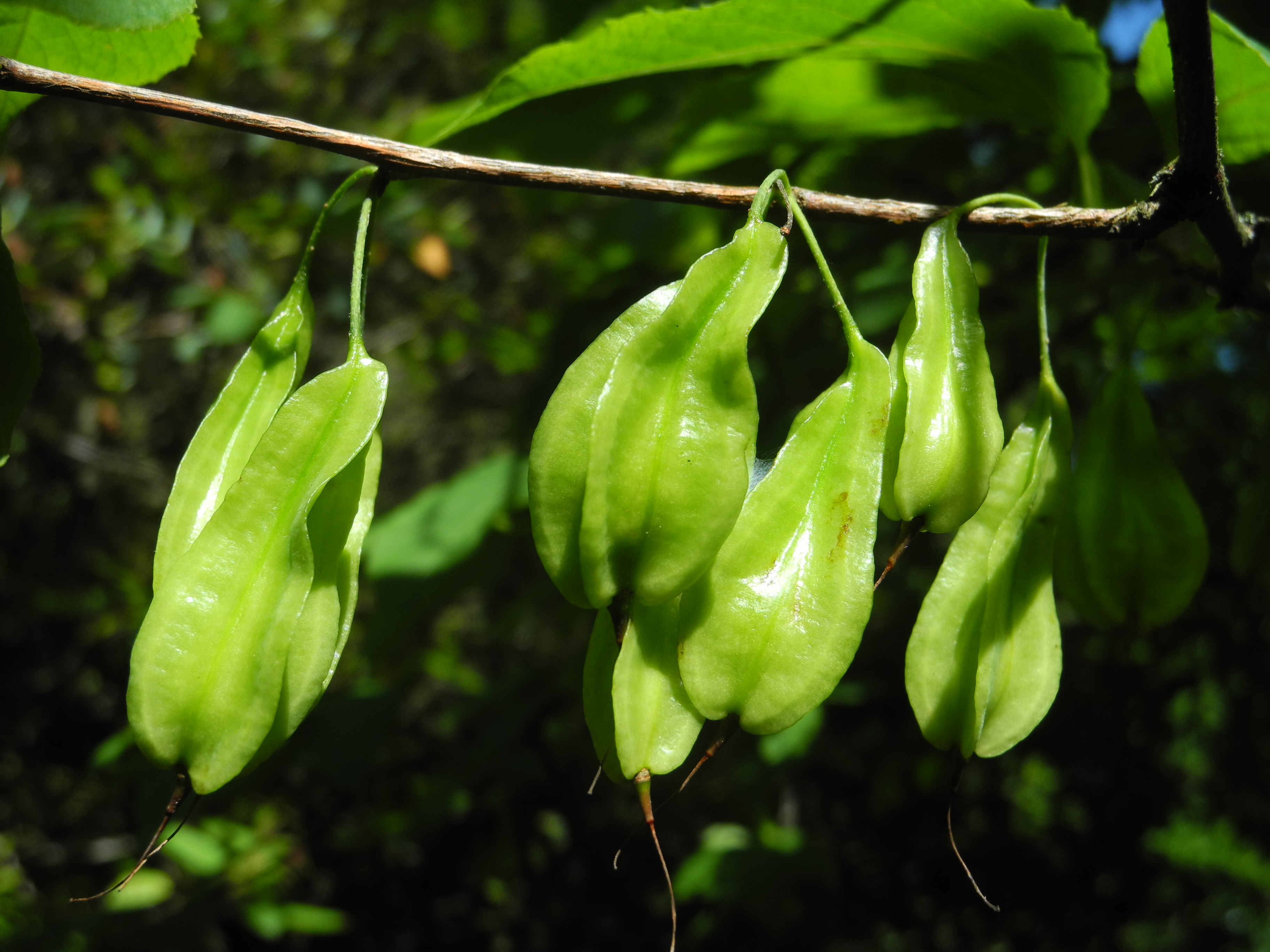
Nezralé plody

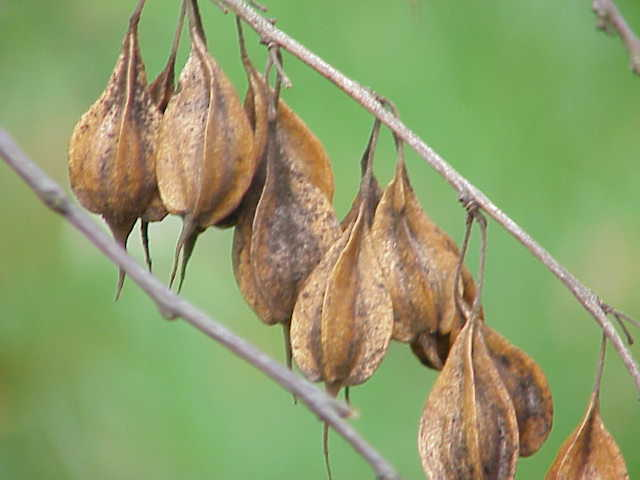
Zralé plody

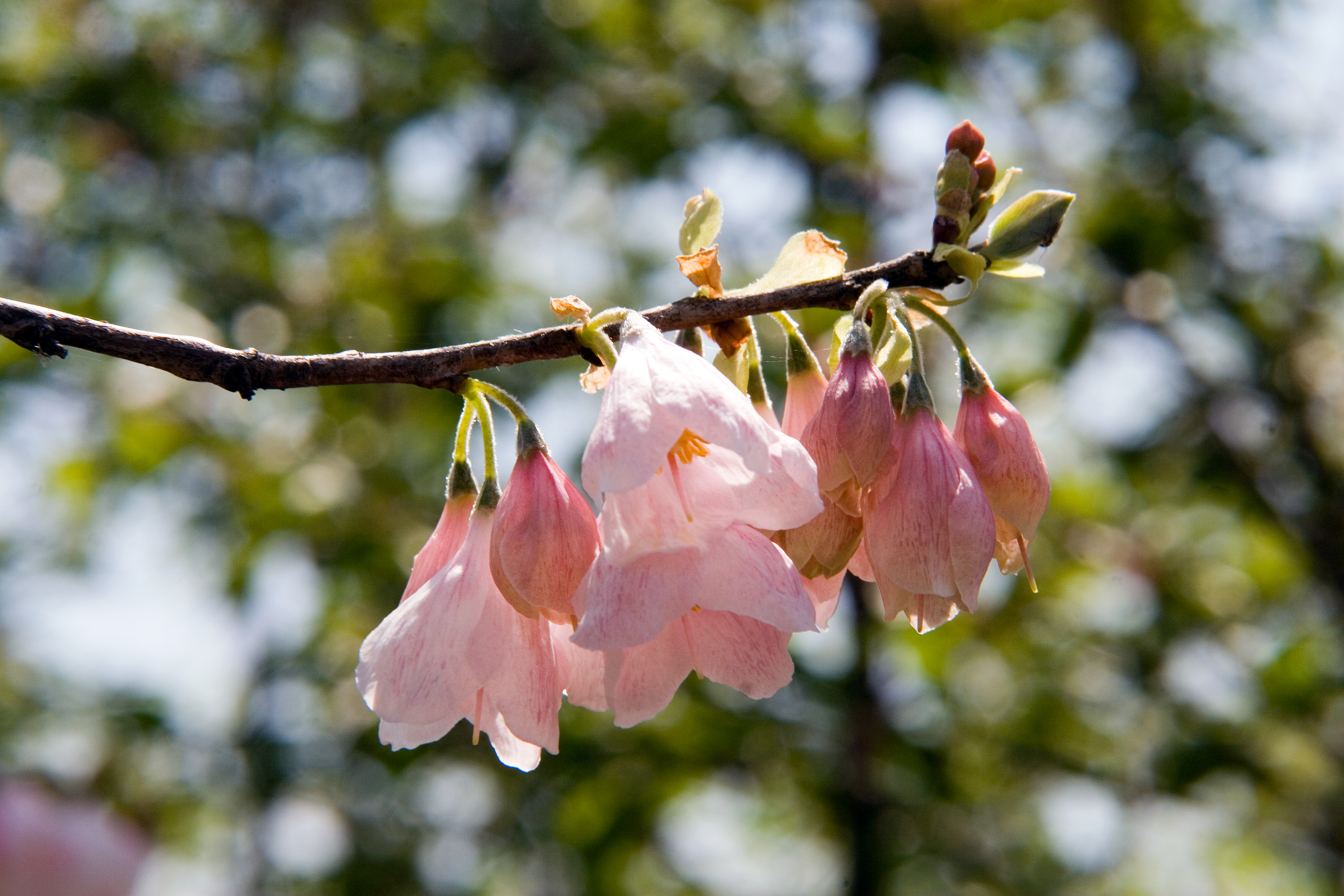
Kultivar 'Arnold Pink'

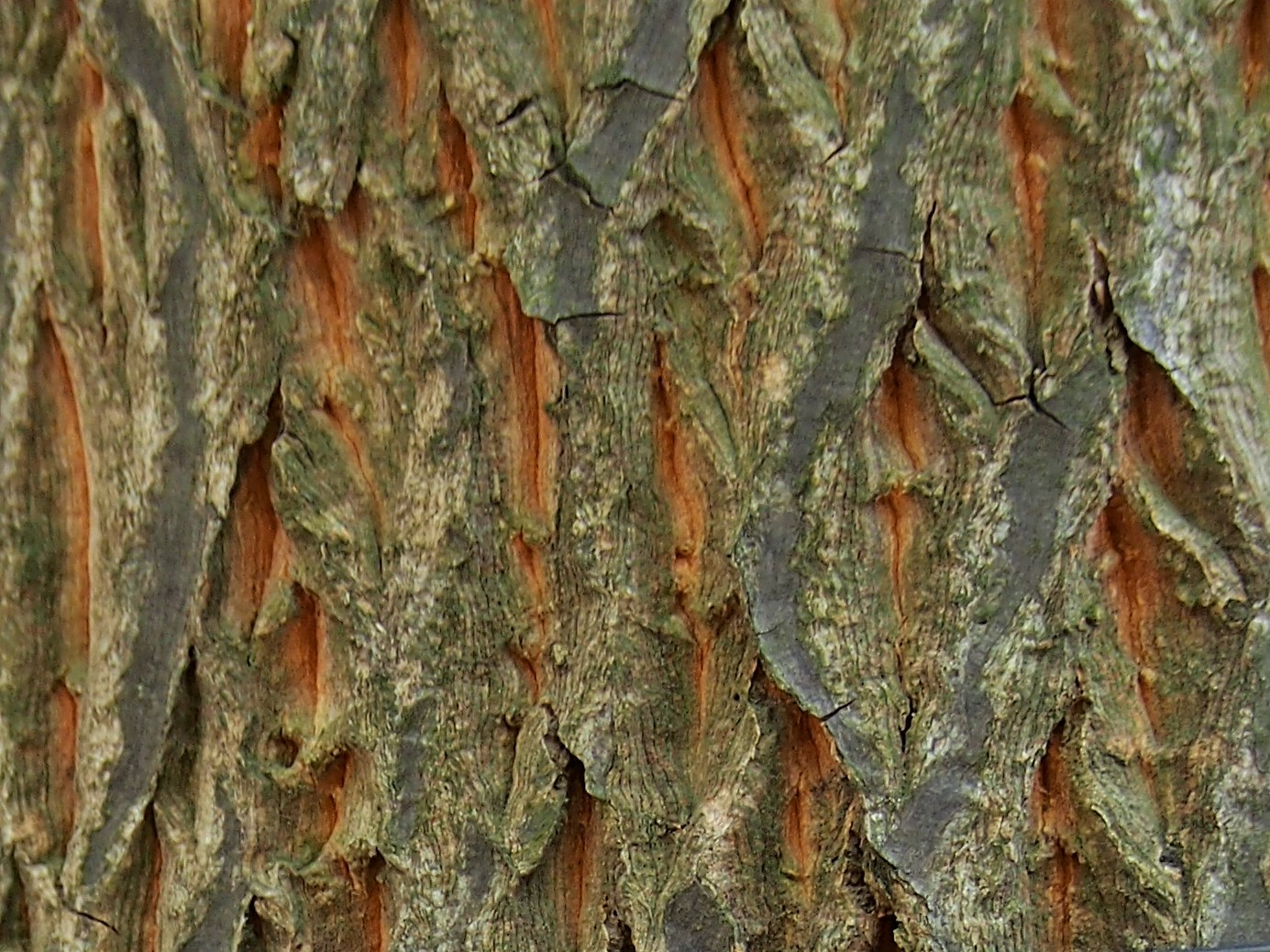
Kůra staršího jedince

Halézie karolínská (Halesia carolina) je opadavý strom, jenž nedorůstá výše než 10 m. Jeho větve jsou v průběhu dubna až května pokryté svazky bílých zvonkovitých květů, které se na podzim proměňují v suché křídlaté peckovice dlouhé okolo 3 cm.
Pochází ze severoamerického kontinentu, kde přirozeně roste ve smíšených lesích nebo se v zahradách pěstuje jako okrasný solitérní prvek. Do Evropy byla dovezena roku 1756 a do pražské Královské obory vysázena v roce 1844. Rod byl pojmenován na počest anglického duchovního Stephana Halese, průkopníka rostlinné fyziologie, jenž přispěl k řadě objevů v botanice a lidské fyziologii. (Pozn.: Americká společnost rostlinných biologů uděluje od roku 1927 cenu „Stephen Hales Prize“ za zásadní příspěvky k rostlinné biologii). Druhové pojmenování dostala rostlina podle států Severní a Jižní Karolína, ve kterých má bohaté zastoupení.

## Rozšíření
Tato atraktivní dřevina roste na východě Spojených států amerických, především v jihovýchodním podhůří Appalačského pohoří, na východě Tennessee, v Georgii, Alabamě a obou Karolínách. Mimo tento hlavní areál se dále vyskytuje v četných arelách rozprostřených po jihovýchodní atlantské pobřežní nížině, na západě Virginie, na jihu Ohia, Indiany a Illinoisu, ve středním Arkansasu a na jihovýchodě Oklahomy. Druh byl také lidmi úspěšně zaveden na jih Nové Anglie, do Michiganu, Marylandu, Pensylvánie, do Kalifornie a přes moře i do Evropy, kde ve středoevropských podmínkách úspěšně roste. V Česku se jejím pěstováním mohou pochlubit převážně pouze botanické zahrady, např. Botanická zahrada hl. m. Prahy, Zámecký park Průhonice, Botanická zahrada Teplice nebo Arboretum Žampach.

## Ekologie
Dřevina nejlépe kvete na plném slunci, kdežto nejlíbivěji vybarvené listy mívá v polostínu, dobře jí dělá přistínění kořenů. Pro zdárný růst je nejvhodnější půda dobře odvodněná a mírně vlhká, ale nevyhovuje nadměrně zamokřená. Preferuje propustné a vlhké, výživné půdy s mírně kyselou reakcí s pH 5,0 až 6,0, nevyhovuje zásadité prostředí s hodnou pH nad 0,7. Snáší zimní pokles teplot až ku -30 °C. V mládí často roste jako lesní podrost a je proto hodnocena jako rostlina vhodná na částečně stinné stanoviště.
Vyskytuje se s ohledem na různou zeměpisnou šířku v místech s odlišnými klimatickými podmínkami. Na severu areálu jsou průměrné roční srážky asi 1100 mm, kdežto na jihu 2000 mm. Roční maximální teploty se pohybují od 32 po 41 °C a průměrné minimální od -4 po -21 °C, délka bezmrazého období trvá na jihu asi 160 dnů a na severu okolo 280 dnů. Rostlina snáší lépe trvalý pokles zimních teplot než jejich kolísavý průběh. Většinou roste podél potoků, říčních útesů, strží a v zátokách řek, stejně jako na vlhkých nižších horských svazích. Významná frekvence výskytu je v nadmořské výšce do 1700 m n. m.
Obvykle začíná kvést v březnu až květnu, většinou těsně před rašením listů. Plody, jež bývají vytvářeny ve větším množství až od dvaceti let věku, dozrávající v době od září po listopad a pak ještě suché dlouho vydrží viset na větvích. Dřevina se většinou nestříhá, pokud je průklest nutný, tak výhradně brzy z jara před rašením. Strom roste poměrně pomalu a dožívá se věku asi sto let. Počet chromozomů je 2n = 24.

## Popis
Halézie karolínská mívá tvar stromu s téměř horizontálními větvemi, jindy vytváří vyšší rozložitý keř. Stromy dorůstají do maximální výšky 10 a keře až 5 m, jejich velmi tvrdé kořeny sahají hluboko. Široce odstávající větévky jsou v mládí porostlé hvězdovitými chlupy, jež postupně odpadávají. Kůra kmene i větví je v mládí proužkovaná a v dospělosti se změní v hluboce zbrázděnou. Poraněná kůra roní v místě poškození pryskyřici.
Střídavě vyrůstající řapíkaté listy bez palistů mají obvejčitou až eliptickou čepel dlouhou od 5 po 16 cm a širokou 3 až 8 cm. Je poměrně tuhá, celokrajná, po okraji pilovitá, její spodní středně zelená plocha je matnější než horní a zpeřená žilnatina čepele není vystouplá. Listy se před podzimním opadem přebarvují do jasně žluta.
Květy jsou nicí, bílé nebo narůžovělé, vonné, mají zvonkovitý tvar připomínající květy sněženek. Vyrůstají z úžlabí listů ve svazečcích po dvou až šesti na výhonech z předchozí vegetační sezony. Rozkvetlý svěšený květ na stopce bývá dlouhý 1 až 3 cm a má čtyři kališní lístky velké 2 až 5 mm. Čtyři bílé korunní lístky tvoří trubku dlouhou až 26 mm zakončenou čtyřmi drobnými zuby. V květu bývá dvanáct až šestnáct tyčinek s nitkami, které přiléhají k lístkům a nesou asi 3 mm prašníky. Semeník květu má čtyři komůrky po jednom vajíčku, převážně však pouze jedno dospěje v semeno. Jediná lysá štíhlá čnělka nese bliznu s drobnými laloky.
Plody vznikající z hmyzem, hlavně včelami, opylených květů. Jsou to svěšené peckovice elipsoidního tvaru se čtyřmi stejnými podélnými úzkými a mírně korkovitými křídly, bývají dlouhé 2,5 až 5 cm, široké 1 až 2,5 cm a mají zřetelný zobáček. Hnědá, po spadu pukající peckovice obsahuje pouze jedno semeno vřetenovitého tvaru vybavené hojným endospermem.

## Rozmnožování
Starší stromy sice produkují velká množství semen, která ale bývají z velké části sterilní. Semena jsou po různě dlouhou dobu dormantní a pro brzké vyklíčení potřebují skladovat nejdříve po dva až tři měsíce v teple a vlhku při teplotě 21 až 27 °C a pak po podobnou dobu při teplotě 1 až 5 °C. I po tomto ošetření nebývá klíčivost semen vyšší než 50 %. Semena vysetá bez tohoto ošetření většinou klíčí až během druhého vegetačního období.
Semena klíčí epigeálně, semenáč vyroste za první dva měsíce asi do výše 15 cm. Růst pokračuje tímto tempem několik let a pak se značně zpomalí. Rostlinu lze snadno množit kořenovými, dřevitými nebo zelenými řízky, stejně jako hřížením větví. Starší stromy již špatně snášejí přesazování.

## Význam
Dřevo stromu je měkké a dobře se opracovává i lepí. Bělové dřevo je bílé nebo krémové, kdežto jádrové je podobné světlé třešni s bílými pruhy. Je velmi žádané pro výrobu dýh, pro zhotovování různých truhlářských výrobků, snadno se soustruží a s oblibou s ním pracují řezbáři. Často z něj bývá vyráběno drobné dřevěné zboží pro turistický ruch. Dřevo je ve směsi s dřevem jiných listnáčů přijatelné pro výrobu buničiny. Druh se zdá být prost závažných hmyzích škůdců.
Dřevina je známa také pro své okrasné vlastnosti, pro jarní velkou úrodu bílých zvonkovitých květů. Pro pomalý až střední růst je oblíbená pro malé zahrady i jako nevšední solitéra do trávníků. Byly vypěstovány různé kultivary, např. 'Jersey Belle' vyznačující se stromovým růstem s kompaktní korunou s velkými bílými květy nebo 'Arnold Pink' se záplavou narůžovělých květů.
Je považována také za medonosnou dřevinu, která v době květu poskytuje včelám množství nektaru a pylu. Semena požírají veverky a drobní hlodavci, dutiny po vylomených větvích jsou využívány ptáky ke hnízdění.
Organizací IUCN je halézie karolínská hodnocena jako druh se stabilním populačním trendem, který má velmi široké rozšíření, velkou populací a nehrozí mu žádná ohrožení. Je proto zařazen do kategorie s málo dotčenými druhy (LC).